# Open de Andalucía
El Open de Andalucía Costa del Sol es un torneo profesional masculino de golf perteneciente al PGA European Tour. El evento tiene lugar en la comunidad autónoma de Andalucía, España, y se celebró por primera vez en 2007.
En los años 2007, 2008 y 2012, el torneo se celebró en el Aloha Golf Club (Nueva Andalucía). En 2009 el evento fue acogido en el Real Club de Golf de Sevilla, mientras que en los años 2010 y 2011 tuvo lugar en el Parador de Málaga Golf.

## Ganadores
| Año  | Campeón          | País       | Resultado |
| ---- | ---------------- | ---------- | --------- |
| 2012 | Julien Quesne    | Francia    | 271 (-17) |
| 2011 | Paul Lawrie      | Escocia    | 268 (−12) |
| 2010 | Louis Oosthuizen | Sudáfrica  | 263 (−17) |
| 2009 | Søren Kjeldsen   | Dinamarca  | 274 (−14) |
| 2008 | Thomas Levet     | Francia    | 272 (−16) |
| 2007 | Lee Westwood     | Inglaterra | 268 (−20) |

- Datos: Q2063988